# Premiul Edgar pentru cel mai bun scenariu al unui film
Premiul Edgar pentru cel mai bun scenariu al unui film este acordat din 1946 de către Mystery Writers of America. 

## Lista câștigătorilor

### Anii 1940
- 1946:  Murder, My Sweet  – John Paxton
- 1947:  The Killers  – Anthony Veiller
- 1948:  Crossfire  – John Paxton
- 1949:  Call Northside 777  – Jerome Cady (postum), Jay Dratler, Leonard Hoffman, Quentin Reynolds

### Anii 1950
- 1950:  The Window - Mel Dinelli; Cornell Woolrich
- 1951:  The Asphalt Jungle  – Ben Maddow
- 1952:  Detective Story  – Michael Wilson
- 1953:  Five Fingers  – Michael Wilson; Otto Lang
- 1954:  The Big Heat  – Sydney Boehm
- 1955:  Rear Window  – John Michael Hayes
- 1956:  The Desperate Hours  – Joseph Hayes
- 1957:  No Award Presented
- 1958:  12 Angry Men  – Reginald Rose
- 1959:  The Defiant Ones  – Nathan E. Douglas; Harold Jacob Smith

### Anii 1960
- 1960:  North By Northwest - Ernest Lehman
- 1961:  Psycho  – Joseph Stefano
- 1962:  The Innocents  – William Archibald; Truman Capote
- 1963:  No Award Presented
- 1964:  Charade  – Peter Stone
- 1965:  Hush, Hush, Sweet Charlotte  – Henry Farrell; Lukas Heller
- 1966:  The Spy Who Came In From the Cold  – Paul Dehn; Guy Trosper
- 1967:  Harper  – William Goldman
- 1968:  In The Heat of the Night  – Stirling Silliphant
- 1969:  Bullitt  – Harry Kleiner; Alan Trustman

### Anii 1970
- 1970:  Z - Costa Gavras; Jorge Semprún
- 1971:  Investigation of a Citizen Above Suspicion  – Elio Petri; Ugo Pirro
- 1972:  The French Connection  – Ernest Tidyman
- 1973:  Sleuth  – Anthony Shaffer
- 1974:  The Last of Sheila  – Anthony Perkins; Stephen Sondheim
- 1975:  Chinatown  – Robert Towne
- 1976:  Three Days of the Condor  – David Rayfiel; Lorenzo Semple, Jr.
- 1977:  Family Plot  – Ernest Lehman
- 1978:  The Late Show  – Robert Benton
- 1979:  Magic  – William Goldman

### Anii 1980
- 1980:  The Great Train Robbery  – Michael Crichton
- 1981:  The Black Marble  – Joseph Wambaugh
- 1982:  Cutter's Way  – Jeffrey Alan Fiskin
- 1983:  The Long Good Friday  – Barrie Keeffe
- 1984:  Gorky Park  – Dennis Potter
- 1985:  A Soldier's Story  – Charles Fuller
- 1986:  Witness  – William Kelley, Earl W. Wallace
- 1987:  Something Wild  – E. Max Frye
- 1988:  Stakeout  – Jim Kouf
- 1989:  The Thin Blue Line  – Errol Morris

### Anii 1990
- 1990:  Heathers  – Daniel Waters
- 1991:  The Grifters  – Donald E. Westlake
- 1992:  The Silence of the Lambs  – Ted Tally
- 1993:  The Player  – Michael Tolkin
- 1994:  Falling Down  – Ebbe Roe Smith
- 1995:  Pulp Fiction  – Quentin Tarantino
- 1996:  The Usual Suspects  – Christopher McQuarrie
- 1997:  Sling Blade  – Billy Bob Thornton
- 1998:  L.A. Confidential  – Curtis Hanson; Brian Helgeland
- 1999:  Out of Sight  – Scott Frank (scenariu); Elmore Leonard (roman)

### Anii 2000
- 2000:  Lock, Stock and Two Smoking Barrels  – Guy Ritchie (screenplay)
- 2001:  Traffic  – Stephen Gaghan (screenplay); Simon Moore (original mini-series)
- 2002:  Memento  – Christopher Nolan
- 2003:  Chicago  – Bill Condon
- 2004:  Dirty Pretty Things  – Steven Knight
- 2005:  A Very Long Engagement  – Jean-Pierre Jeunet (screenplay); Sébastien Japrisot (roman)
- 2006:  Syriana  – Stephen Gaghan (screenplay); Robert Baer (book)
- 2007:  The Departed  – William Monahan
- 2008:  Michael Clayton  – Tony Gilroy[1]
- 2009:  In Bruges  – Martin McDonagh[2]

### Anii 2010
- 2010:  Neacordat